# Мельниченко, Юрий Васильевич
Ю́рий Васи́льевич Мельниче́нко (р. 5 июня 1972, Джалал-Абад, Киргизская ССР) — казахстанский борец греко-римского стиля, тренер, двукратный чемпион Азии (1996, 1997), двукратный чемпион мира (1994, 1997), чемпион Олимпийских игр (1996). Единственный в истории независимого Казахстана борец греко-римского стиля, ставший чемпионом Олимпийских игр. Главный тренер сборной Казахстана по греко-римской борьбе (2000—2004). Заслуженный мастер спорта Казахстана, заслуженный тренер Казахстана. Заслуженный деятель Казахстана (2004).

## Биография
Родился 5 июня 1972 года в городе Джалал-Абад Киргизской ССР. Украинец. Окончил Казахскую академию спорта и туризма (2002), тренер-преподаватель. С 2004 года по настоящее время — вице-президент Федерации и Ассоциации борьбы РК.

## Достижения
- 7-кратный чемпион Казахстана; 2-кратный чемпион Азии (1996, 1997); чемпион Азиатских игр (Хиросима, 1994); серебряный призёр чемпионата мира (Прага, 1995; Афины, 1999); чемпион XXVI Олимпийских игр в весовой категории до 57 кг (Атланта, 1996); чемпион мира (1994, 1997); чемпион мира среди молодежи (1990, 1991); чемпион РК по греко-римской борьбе (1994, 1995); чемпион II Восточноазиатских игр (1997); чемпион II Центральноазиатских игр (1997).
- Заслуженный мастер спорта РК по греко-римской борьбе (1994).
- В 2000—2004 годах работал главным тренером сборной Казахстана по греко-римской борьбе. Был личным тренером серебряного призёра XXVIII Олимпийских игр Георгия Цурцумии.
- В 1996 году Указом Президента Республики Казахстан награждён орденом «Парасат».
- В 2004 году награждён почетным званием Қазақстанның еңбек сіңірген қайраткері из рук Президента Республики Казахстан.
- Орден «Барыс» III степени (14 августа 2024 года) — за высокие спортивные достижения на ХХХIII летних Олимпийских играх, прошедших в городе Париже[2].
- Почётный знак «За заслуги в развитии физической культуры, спорта и туризма» (28 ноября 2013 года, Межпарламентская ассамблея СНГ) — за  значительный вклад в развитие физической культуры, спорта и туризма в государствах — участниках Содружества Независимых Государств, реализацию идей сотрудничества в данной сфере[3].